# 庫爾沙里夫清真寺
庫爾沙里夫清真寺 （俄语：Мечеть Кул-Шариф），是俄羅斯韃靼斯坦共和國首府喀山一所清真寺，位於喀山克里姆林宮內。
原來的清真寺毀於1552年喀山圍城戰。1996年起重建，至2005年7月24日揭幕，以慶祝建城1000周年。清真寺可容納6,000人聚禮。